# 크리스토퍼 부츠홀즈
크리스토퍼 부츠홀즈(Christopher Buchholz, 1962년 2월 4일 ~ )는 독일의 배우, 영화 감독, 각본가, 영화배우이다.
로스앤젤레스에서 태어났다.

## 영화
- 존 루즈 (2018년)
- 밤임에도 불구하고 (2015년)
- 고요한 바다 (2011년)
- 상하이 (2010년) - 칼 역
- 발키리 대작전 (2004년)
- 에로스 (2004년) - 크리스토퍼 역
- 루터 (2003년) - Eck의 사람 역
- 은행을 털어라 (2000년)
- 와일드 저스티스 (1994년)
- 와일드 저스티스 (1993년)
- 죽음은 두렵지 않다 (1990, S'en fout la mort) - 마이클 역